# Bill Anthony
William „Bill“ Anthony (* 28. März 1930 in New York City) ist ein US-amerikanischer Jazz-Bassist.
Bill Anthony studierte Bass bei Clyde Lombardi, spielte dann 1950 bei Buddy DeFranco, 1951 bei Georgie Auld, 1952 bei Charlie Spivak und 1953 bei Jimmy Dorsey. 1954 arbeitete er mit Gerry Mulligan, 1955 mit Dick Garcia (A Message from Garcia), und Stan Getz, an dessen Verve-Album At the Shrine er mitwirkte. 
1956 gehörte Anthony dem Claude Thornhill Orchester an; außerdem war er an Aufnahmen von Tony Fruscella, Zoot Sims (Goes to Jazzville, 1956) und Johnny Williams beteiligt. 